# Soudain dans la forêt profonde
Soudain dans la forêt profonde (en hébreu : Pitʾwm bʿwmeq hayaʿar) est un conte philosophique de l'écrivain israélien Amos Oz, publié en 2005.
La traduction française paraît aux Éditions Gallimard en 2006.

## Résumé
Un village au bout du monde, triste et gris, encerclé par des forêts épaisses et sombres. Un village maudit : toutes les bêtes, tous les oiseaux et même les poissons de la rivière l'ont déserté. Depuis, ses habitants se barricadent chez eux dès la nuit tombée, terrorisés par la créature mystérieuse nommée Nehi, et interdisent aux enfants de pénétrer dans la forêt. Mais surtout, ils gardent le silence. Personne ne veut se souvenir des animaux ni évoquer la vie d'avant. Seule Emmanuela, l'institutrice du village, tente d'enseigner aux élèves à quoi ressemblaient ces animaux disparus. 
Deux enfants de sa classe, Matti et Maya, décident alors d'élucider le mystère et s'aventurent dans la forêt en dépit de l'interdit… 
Soudain dans la forêt profonde est un conte pour enfants et adultes. Au carrefour de la tradition biblique, du folklore yiddish et du conte européen, il nous offre une magnifique parabole sur la tolérance.
Le démon des montagnes va accueillir Maya et Matti et va leur expliquer que le village se moque d’eux et qu’il a quitté le village en emportant tous les animaux avec lui car eux ne font pas preuve de moqueries entre eux et il  leur demande de dire au village de cesser les harcèlements

## Réception critique
Ce conte a reçu des critiques globalement positives,,, qualifié par André Clavel sur lexpress.fr de « conte merveilleux doublé d'un cours d'éducation civique ».

## Éditions françaises''ok''*
Éditions imprimées
- Amos Oz (trad. de l'hébreu par Sylvie Cohen), Soudain dans la forêt profonde, Paris, éd. Gallimard, coll. « Du monde entier », 7 septembre 2006, 117 p., 21 cm (ISBN 2-07-077696-4, BNF 40210329)
- Amos Oz (trad. de l'hébreu par Sylvie Cohen), Soudain dans la forêt profonde, Paris, éd. Feryane, coll. « Roman », mai 2007, 191 p., 22 cm (ISBN 978-2-84011-774-2, BNF 41043519)Édition en gros caractères.
- Amos Oz (trad. de l'hébreu par Sylvie Cohen), Soudain dans la forêt profonde, Paris, éd. Gallimard, coll. « Folio » (no 4701), 7 février 2008, 125 p., 18 cm (ISBN 978-2-07-035562-4, BNF 41208567)Première édition au format de poche.
- Amos Oz (trad. de l'hébreu par Sylvie Cohen, ill. Georg Hallensleben), Soudain dans la forêt profonde, Paris, éd. Gallimard jeunesse, 13 mars 2008, 95 p., 28 cm (ISBN 978-2-07-061684-8, BNF 41219014)Album illustré pour la jeunesse.
- Amos Oz, Judith Josse-Lafon (dossier et notes) et Pierre-Olivier Douphis (lecture d'images) (trad. de l'hébreu par Sylvie Cohen), Soudain dans la forêt profonde, Paris, éd. Gallimard, coll. « Folioplus classiques : 21e siècle » (no 196), 16 septembre 2010, 178 p., 18 cm (ISBN 978-2-07-043811-2, BNF 42327440)

Livre audio
- Amos Oz (trad. Sylvie Cohen), Soudain dans la forêt profonde, Paris, éd. Gallimard, coll. « Écoutez lire », 7 février 2008 (EAN 3260050855679, BNF 42544379)Narrateur : Éric Ruf ; support : 2 disques compacts audio ; durée : 2 h 30 min environ ; référence éditeur : Gallimard A 11925.